# Título de Especialista em Pediatria
Título de Especialista em Pediatria (TEP) é um documento emitido pela Associação Médica Brasileira em conjunto com a Sociedade Brasileira de Pediatria que atesta o profissional médico quanto ao conhecimento técnico nessa especialidade médica. Confere ainda ao portador o direito de se vincular e divulgar a especialidade, após devido registro no seu respectivo Conselho Regional de Medicina.
Para obter o título, é necessário que o médico seja aprovado em um concurso promovido anualmente por aquelas instituições, o qual tem três formas de seleção. O concurso convencional é composto por uma fase preliminar de análise de currículo e uma fase de exame teórico, na qual uma extensa prova com questões relacionadas à Pediatria é aplicada e deve ser realizada com sucesso pelo candidato.
Para o médico residente em Pediatria, existe a possibilidade de se submeter ao exame seriado, o qual consiste em uma prova teórica que é aplicada ao longo de cada um dos três anos da sua especialização.
Por fim, para os médicos que exercem atividade exclusiva em Pediatria há mais de 20 anos, existe a modalidade denominada categoria especial, na qual é realizada prova de títulos, com avaliação curricular e apresentação de documentos que comprovem a atuação profissional.
O Título é emitido pelas duas instituições em conjunto, conforme Resolução CFM Nº 1.634 de 2002 (e alterações posteriores) e é vitalício, não exigindo revalidação, nos termos da Resolução CFM Nº 1.984 de 2012.